# Die Gazette
Die Gazette ist ein gesellschaftspolitisches Kulturmagazin aus München. Es erscheint seit 1998 online, seit 2004 auch gedruckt und wurde von Fritz R. Glunk gegründet.
Seit 2014 erschien die Zeitschrift im Verlag Kastner AG in Wolnzach. Herausgeber und Chefredakteur ist Hans Christian Meiser. Das Magazin existierte in zwei Formen: die „Classic Edition“ und die „Collector’s Edition“ (mit einem handsignierten und -nummerierten Kunstwerk, limitiert auf 999 Exemplare). Im Februar 2020 kaufte die Weimer Media Group „Die Gazette“. Seitdem erscheint diese viermal jährlich im Verbund mit „The European“ als Doppel-Printmagazin.

## Selbstverständnis
Die Gazette sieht sich als „Intelligenzblatt zwischen Zeit und Spiegel“. Als Zielgruppe sieht sie „Gutausgebildete, Entscheider, Meinungsführer und Multiplikatoren“. Ihr Thema ist der Zusammenhang „zwischen kultureller Produktion und gesellschaftspolitischer Praxis“. An ihre Texte stellt sie den Anspruch „gesellschaftlicher Relevanz, thematischer Tiefe, klarer Position und stilistischer Qualität“. Zu ihren Autoren zählen unter anderem Carl Amery, Giscard d’Estaing, Rita Süssmuth, Uri Avnery, Christian Ude, Seyran Ates, Julian Nida-Rümelin, Werner Weidenfeld, Daniela Otto und Barbara Strohschein.

## Im Presseurteil
Die Frankfurter Rundschau urteilte: „Das Magazin setzt auf die Lust am Lesen und liefert unabhängige und kritische Informationen aus Kultur und Politik.“ Laut Münchner Merkur verzichtet Die Gazette „auf intellektuelle Moden“ und will „geistige Strömungen der Gegenwart diskutieren“. Das Medienmagazin brand eins bewertete süffisant, es sei ein Heft, bei dem der „Marktforscher seufzt und eine Flasche Whisky in einem Zug leert: […] Kein schickes Layout, kein Geschrei, keine Stars, keine Weltverbesserungsvorschläge, keine steilen Thesen, keine Fernreiseberichte. Größtenteils schwarz-weiß.“
In der Süddeutschen Zeitung hob Heribert Prantl hervor, Die Gazette habe „keinen starken Auftritt, dafür aber einen starken Inhalt“. Die Zeitschrift komme unaufgeregt daher, dafür aber sei der „Anteil der aufregend guten Stücke hoch“. Man finde Essays, Kurzgeschichten, Lyrik und „Fundsachen“. Eine klare politische Linie habe das Blatt nicht; „man darf es ‚aufklärerisch‘ nennen“.

## Einzelbelege
1. ↑  Historie der Weimar Media Group
2. ↑  Es gibt auch viele Medien, die auf den Putz hauen. Zu ihnen gehört Die Gazette nicht., Süddeutsche Zeitung vom 31. Dezember 2012, abgerufen am 10. März 2013